# Lieux saints (film)
Pour plus de détails, voir Fiche technique et Distribution.
Lieux saints est un documentaire franco-camerounais réalisé par Jean-Marie Teno et sorti en 2011.

## Fiche technique
- Titre : Lieux saints
- Réalisation : Jean-Marie Teno
- Scénario : Jean-Marie Teno
- Photographie : Crystel Fournier et Jean-Marie Teno
- Son : Jean-Marie Teno
- Montage : Christiane Bagdley
- Musique : The Alloy Orchestra et Smockey
- Production : Les Films du Raphia
- Pays d'origine :  France -  Cameroun
- Durée : 70 minutes
- Date de sortie : France - 4 mai 2011

## Sélection
- FESPACO 2009